# Abbey Road
Abbey Road ist das elfte Studioalbum der britischen Musikgruppe The Beatles. Es wurde im September 1969 in Großbritannien und Deutschland veröffentlicht. In Großbritannien war es einschließlich des Kompilationsalbums deren zwölftes Album. In Deutschland war es einschließlich der Kompilationsalben deren 15. Album. In den USA erschien es im Oktober 1969, dort war es ihr 18. Album. Abbey Road ist das letzte Album, das die Beatles zusammen im Studio aufgenommen haben.
Das Album wurde nach der gleichnamigen Straße im Londoner Stadtteil St. John’s Wood im Stadtbezirk City of Westminster benannt, in der sich die Tonstudios der EMI befinden, in denen die meisten ihrer Aufnahmen entstanden. Mit über 31 Millionen verkauften Exemplaren gehört Abbey Road zu den erfolgreichsten Alben weltweit.

## Entstehung

Text des Songs The End. Tafel am Hard Rock Cafe in München

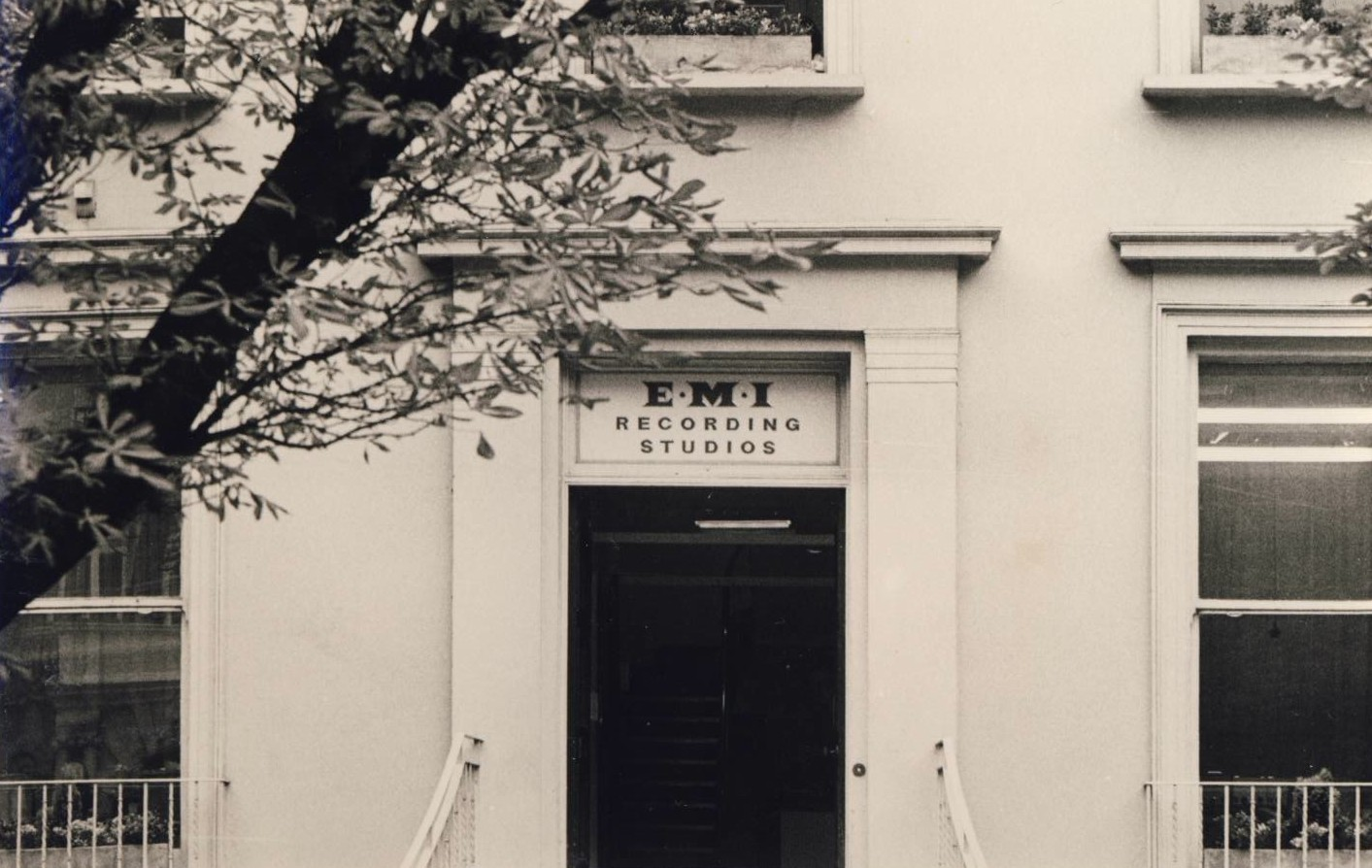
EMI Recording Studios, 1969

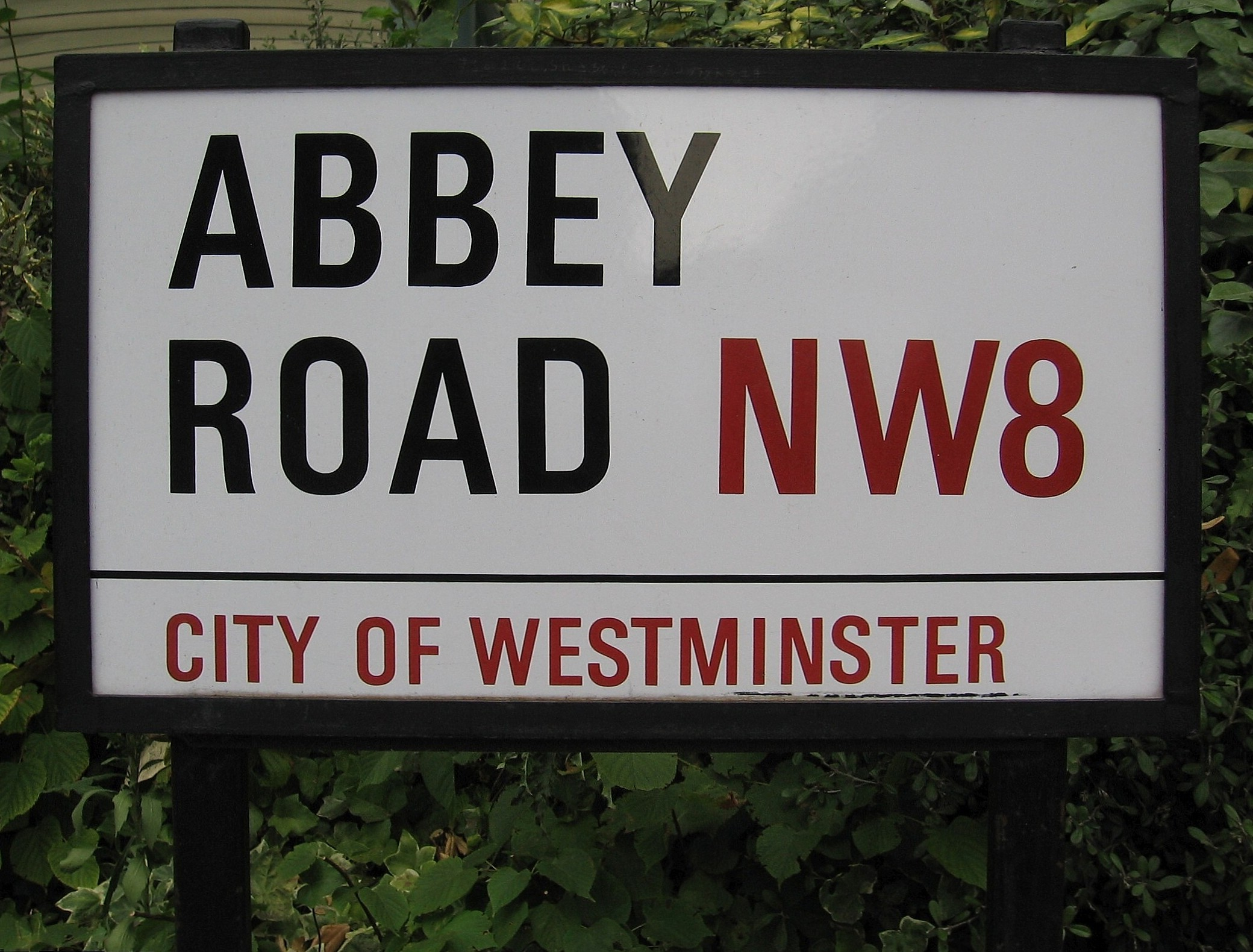
Straßenschild der Londoner Abbey Road

Das Album entstand in der Schlussphase der Beatles. Nach dem Ende der teils disharmonischen Studioaufnahmen und Dreharbeiten zum Get-Back-Projekt war die Zusammenarbeit der vier Musiker im Februar vorläufig auf Eis gelegt worden. Am 12. März 1969 heiratete Paul McCartney die Fotografin Linda Eastman in London. John Lennon und Yoko Ono heirateten am 20. März im britischen Konsulat von Gibraltar.

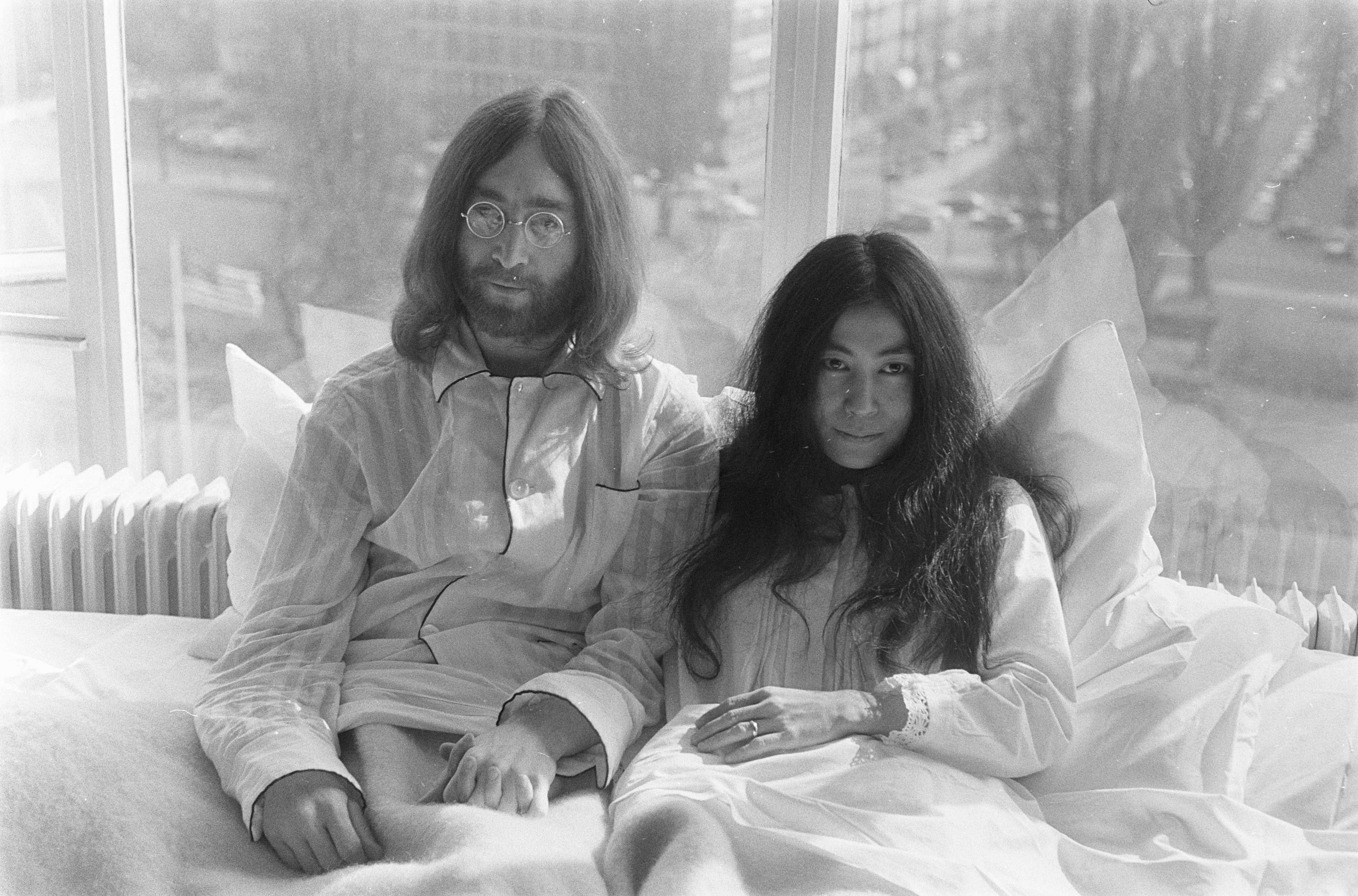
John Lennon und Yoko Ono in Amsterdam

Seit November 1968 veröffentlichte das Paar avantgardistische Alben und widmete sich zahlreichen Kunstprojekten sowie seiner Friedenskampagne. Lennon schien sein Interesse an den Beatles in den Hintergrund zu stellen, trotzdem wurde am 29. Mai 1969 die ausschließlich von Lennon und McCartney eingespielte Beatles-Single The Ballad of John and Yoko veröffentlicht, die nicht Bestandteil des neuen Albums werden sollte und ihr 17. und letzter Nummer-eins-Hit in Großbritannien wurde; in Deutschland wurde es ihr zehnter Nummer-eins-Hit.
Im Frühling 1969 nahmen die geschäftlichen Probleme der Beatles überhand, als Dick James und dessen Partner Charles Silver ohne Wissen der Gruppenmitglieder ihre Anteile an Northern Songs Ltd., die die Lennon/McCartney-Kompositionsrechte umfassten, an die Associated Television Corporation (ATV) verkauften. Im Laufe der Bemühungen um einen Rückkauf stellte sich heraus, dass Paul McCartney seine Anteile ohne das Wissen von John Lennon erhöht hatte. Für zusätzliche Unruhe sorgten Lennon, Harrison und Starr am 8. Mai 1969, als sie den Geschäftsmann Allen Klein gegen den ausdrücklichen Wunsch von McCartney als neuen Beatles-Manager einsetzten. Trotz der persönlichen und geschäftlichen Differenzen begannen die Beatles am 16. April 1969 mit den Aufnahmen für ein neues Album.
Das Album war das letzte, das George Martin mit den Beatles produzierte, und es war auch das letzte Album, an dem alle vier Beatles gemeinsam als Gruppe arbeiteten. Das bereits zuvor aufgenommene Album Let It Be wurde nach heftigen bandinternen Streitigkeiten im März und April 1970 von dem damals sehr angesehenen Produzenten Phil Spector fertiggestellt und erschien erst nach der offiziellen Trennung der Beatles. Trotz der immer zahlreicher werdenden persönlichen und geschäftlichen Differenzen setzte sich aber in der Gruppe der Wille durch, nach der phasenweise sehr unerfreulichen Arbeit an Let It Be ein weiteres gemeinsames Album aufzunehmen.
George Martin sagte dazu: „Let It Be war eine so unglückliche Platte gewesen, dass ich wirklich glaubte, sie markiere das Ende der Beatles, und schon damit rechnete, nie wieder mit ihnen zu arbeiten, ‚Schade, dass es so enden muss‘, dachte ich. Daher war ich ziemlich überrascht, als Paul mich anrief und fragte: ‚Wir nehmen eine neue Platte auf – hast du Lust, sie zu produzieren?‘ – ‚Nur, wenn ihr mich genauso machen lasst wie früher‘ lautete meine spontane Antwort. ‚Genau das haben wir vor‘ sagte er. – ‚John ist auch dabei?‘ – ‚Ja, Ehrenwort.‘ Das wurde eine sehr schöne Platte, ich glaube, es lag daran, dass alle der Meinung waren, sie würde die letzte sein.“
Während der Aufnahmesessions, am 21. Juli, stieg auch ihr ehemaliger Toningenieur Geoff Emerick, der die Beatles während der Aufnahmen zum Weißen Album verlassen hatte, wieder ein. Er berichtet in seiner Autobiografie, dass die Bandmitglieder sich sehr bemühten, ihm und George Martin gegenüber, aber gerade auch untereinander eine positive Stimmung zu verbreiten und einander mit Respekt zu behandeln. Diese seltsame Stimmung spiegelt sich seiner Meinung nach auch im Sound des Albums wider, das sich in dieser Hinsicht deutlich von allen anderen Alben der Band unterscheidet. Auch die Klangqualität ist deutlich besser als bei allen anderen Aufnahmen der Beatles.

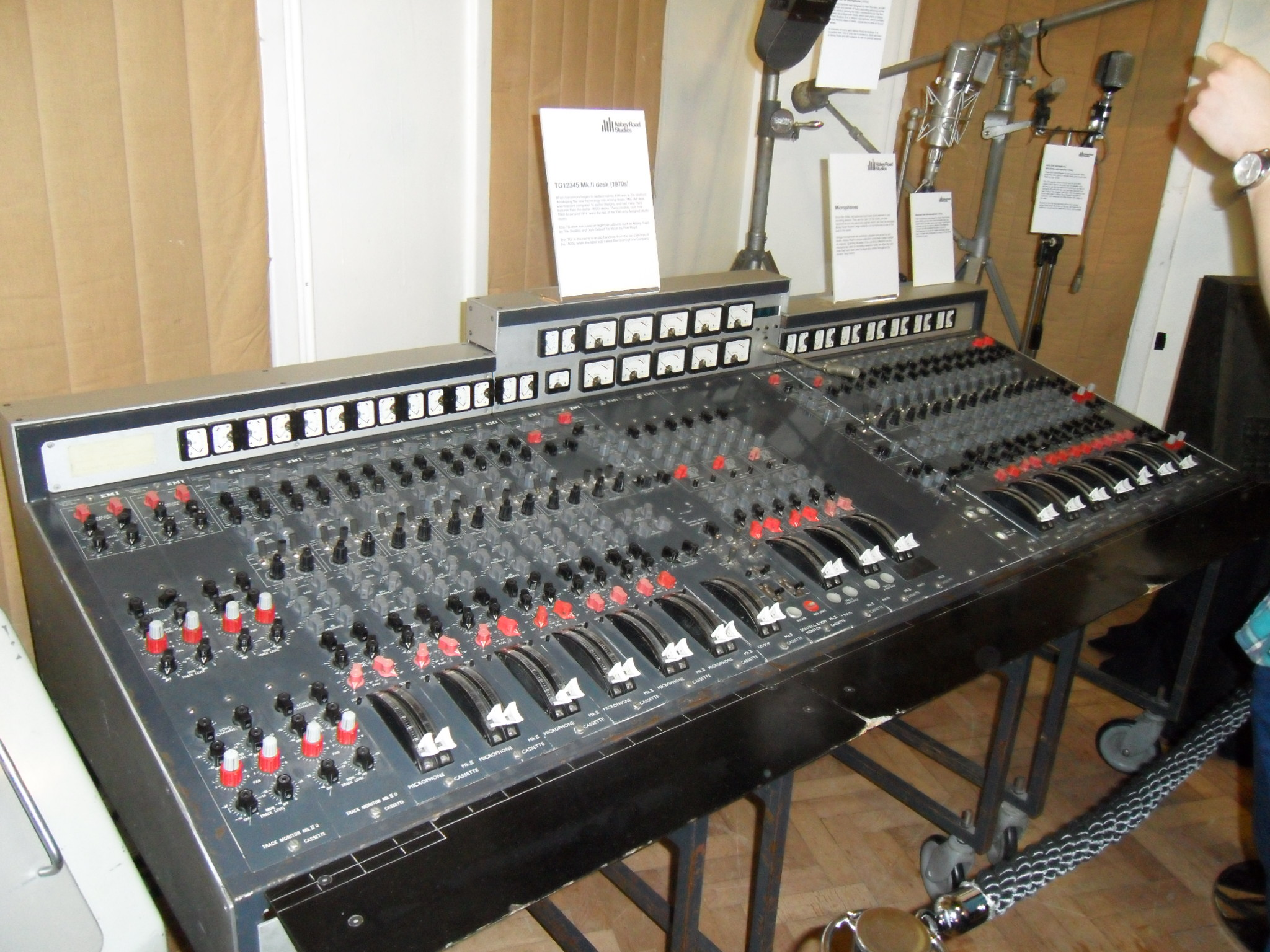
EMI TG-Mischpult, ähnlich dem, das für die Produktion für Abbey Road verwendet wurde

Zwischen dem 6. Mai und dem 1. Juli 1969 stellten die Beatles vorübergehend die Arbeiten an ihrem neuen Album ein. John Lennon und Yoko Ono erlitten im Juni 1969 in Schottland einen Verkehrsunfall, sodass sie erst am 9. Juli in die Abbey Road Studios zurückkehrten. Während Yoko Ono, die schwerer als Lennon verletzt war, die Aufnahmen von einem Bett im Studio aus verfolgte, hielt sich John Lennon aufgrund seines Gesundheitszustandes bis zum 21. Juli musikalisch zurück, sodass Maxwell’s Silver Hammer, das er ohnehin nicht schätzte, sowie Golden Slumbers / Carry That Weight und Here Comes the Sun ohne ihn aufgenommen wurden. John Lennon war während der Aufnahmen heroinabhängig.
Abbey Road zeichnet sich durch komplexe Kompositionen aus. Hier ist etwa das Stück You Never Give Me Your Money zu nennen, mit dem das Medley beginnt. Diese McCartney-Komposition besteht aus sehr kontrastreichen Teilen. Die ersten beiden Strophen sind harmonisch aufgebaut in Form einer Quintfallsequenz, die man auch in vielen Jazzstandards findet. Die Klaviereinleitung nimmt dabei die Gesangsmelodie vorweg. Darauf folgt ein Vaudeville-artiger Swing-Teil. In Carry That Weight, dem vorletzten Stück des Medleys, wird die Strophe von You Never Give Me Your Money wieder aufgegriffen; dadurch gewinnt die zunächst willkürlich erscheinende Aneinanderreihung von Liedfragmenten an Struktur – es entsteht eine „Einheit“. Den Abschluss des Medleys bildet das Stück The End. Weitere bedeutende Lieder des Albums sind Lennons Come Together und das mit Vokalharmonien arrangierte Because, bei dem sich John Lennon von der Mondscheinsonate von Beethoven inspirieren ließ. Leadgitarrist George Harrison steuerte zudem die zwei Lieder Here Comes the Sun und Something bei, die im Nachhinein zu seinen (neben While My Guitar Gently Weeps) populärsten Beatles-Kompositionen wurden. Octopus’s Garden ist Ringo Starrs zweite und letzte Komposition, die auf einem Beatles-Album veröffentlicht wurde. Für manche Lieder wurde der damals neuartige Moog-Synthesizer verwendet, wie beispielsweise für den Pfeifton am Schluss-Refrain bei Here Comes the Sun. Ein Moog-Synthesizer beendet auch das hochrepetitive I Want You (She’s So Heavy) mit weißem Rauschen, die A-Seite der LP endet damit abrupt. Der Synthesizer stammte aus dem Privatbesitz von George Harrison, mit dem er sein zweites Soloalbum Electronic Sound aufnahm, und wurde Anfang August 1969 für die Aufnahmen zum Album in den Abbey Road Studios installiert.

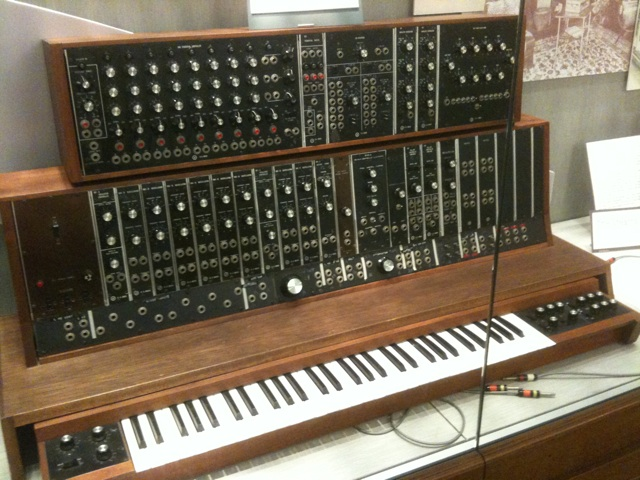
Moog-Synthesizer

Am 19. August 1969 wurden die letzten Aufnahmen (Here Comes the Sun) getätigt, am 20. August 1969 waren die Beatles zum letzten Mal zu viert im Studio und mischten I Want You (She’s So Heavy) ab. Zwei Tage später fanden im Tittenhurst Park die letzten gemeinsamen Fotoaufnahmen statt, von denen zwei der Fotos für das Albumcover von Hey Jude verwendet wurden. Die letzten Abmischungen für das Album erfolgten am 25. August 1969. Während der Aufnahmen zum Album wurden diverse Studio- und Gastmusiker eingesetzt, wobei Billy Preston im April 1969 bei drei Liedern mitwirkte, auch wenn die entscheidenden Beiträge von den Beatles selbst eingespielt wurden.
Das Medley auf der zweiten Seite des Albums, bestehend aus drei Lennon- und fünf McCartney-Kompositionen, wurde auf Vorschlag von Paul McCartney zusammengestellt. Die – dem an der Konzeption von Alben wenig interessierten Lennon ohnehin nicht gefallende – B-Seite wurde fast vollständig durch George Martin und Paul McCartney kompiliert und Lennon war lediglich beratend tätig. George Martin sagte dazu: „Paul und ich haben gemeinsam die zweite, die lange Seite zusammengestellt. Wir wollten wieder einmal versuchen, etwas mit Hand und Fuß zu schaffen, wie bei Sgt. Pepper. John war absolut gegen das, was wir auf der zweiten Seite von Abbey Road anstellten.“
John Lennon: „Ich persönlich halte nicht viel von Streichern und solchem Schnickschnack. Ich war nie besonders angetan von diesem Pop-Opern-Zeug. Mir gefallen Drei-Minuten-Aufnahmen, so kurz wie Werbespots.“ Laut Aussage des Toningenieurs Phil McDonald erwog Lennon daher zeitweilig, seine Lieder von den Liedern von McCartney auf dem Album zu separieren, was aber nicht realisiert wurde.
Am 8. September 1969 trafen sich Lennon, McCartney und Harrison (Ringo Starr war an diesem Tag zu einer Untersuchung im Krankenhaus) zu einer Besprechung in der Savile Row. Um Starr später über die Ergebnisse informieren zu können, wurde das Treffen auf Tonband aufgezeichnet. Themen waren unter anderen eine mögliche neue Single vor Weihnachten sowie das Nachfolgealbum von Abbey Road. Lennon schlug vor, dass er, McCartney und Harrison jeweils vier Lieder und Starr zwei Lieder beanspruchen dürften. Er wünschte zudem, die Autorenschaft Lennon/McCartney solle beendet werden. McCartney lehnte dies ab. Die Aufzeichnung des Treffens wurde 50 Jahre später veröffentlicht und widerlegte die bis dahin verbreitete Annahme, den Beatles sei bereits während der Aufnahmen bewusst gewesen, dass Abbey Road ihr letztes Album sein würde.
Im Juli 1969 hatte John Lennon unter der Bezeichnung Plastic Ono Band erfolgreich seine erste Solosingle Give Peace a Chance veröffentlicht. Am 13. September 1969 hatte John Lennon mit der Plastic Ono Band seinen ersten Liveauftritt, bei einem Rock-and-Roll-Revival-Festival in Toronto; an diesem Tag erzählte er seinen Begleitmusikern Eric Clapton, Klaus Voormann und Manager Allen Klein, dass er beschlossen habe, die Beatles zu verlassen. Am 20. September 1969 unterzeichneten John Lennon, Paul McCartney und Ringo Starr in London einen neuen Tantiemen-Vertrag mit der EMI und Capitol Records. Als McCartney während dieses Treffens vorschlug, erstmals seit 1966 wieder eine Reihe von Live-Konzerten mit den Beatles zu geben, erklärte John Lennon stattdessen seinen Ausstieg aus der Gruppe, den er aber auf Wunsch von Allen Klein nicht publik machte.
Paul McCartney: „Ich sagte: ‚Ich finde, wir sollten wieder kleine Gigs machen – im Grunde sind wir eine prima kleine Band. Wir sollten auf die Suche nach unseren Wurzeln gehen. Vielleicht machen wir dann Schluss, oder wir kommen zu der Überzeugung, dass wir es immer noch drauf haben.‘ John sah mir in die Augen und sagte: ‚Ich glaube, du bist bescheuert. Eigentlich wollte ich es euch erst sagen, nachdem wir den Vertrag mit Capitol unterschrieben haben. Ich verlasse die Band.‘ […] ‚Du meinst, du steigst aus? Das war’s dann wohl mit den Beatles.‘ Erst später, als wir die Tatsache langsam verdauten, waren wir wirklich bestürzt.“
John Lennon: „Dann saßen wir im Büro und diskutierten etwas mit Paul, und Paul redete irgendetwas – dass wir etwas tun sollten und so weiter, und ich sagte nur ‚Nein, Nein, Nein‘ zu allem, was er vorschlug. Paul fragte: ‚Was willst Du eigentlich?‘ Und ich antwortete: ‚Ich meine, dass das mit der Gruppe vorbei ist. Ich steige aus!‘ Ich habe die Band gegründet. Und ich habe sie aufgelöst. So einfach ist das […]. Aber schließlich brachte ich den Mut auf, den anderen zu sagen, dass ich – ich zitiere – die Scheidung wollte.“
George Harrison: „Jetzt war die Gruppe an einen Punkt gelangt, an dem sie uns erstickte. Sie erlegte uns zu viele Einschränkungen auf […]. Ich selbst wäre auch gern gegangen. Ohne die Band sah ich eine weit bessere Zukunft für mich. Die Sache machte keinen Spaß mehr, und es war Zeit zu gehen […].“
Ringo Starr: „Wir hatten die Gruppe zusammengehalten, um Abbey Road zu beenden. Aber im Grunde war da schon alles vorbei. Nachdem wir endgültig beschlossen hatten uns zu trennen, fühlte ich mich erleichtert […].“
George Martin: „Sie waren praktisch seit über zehn Jahren zusammengesperrt, und eigentlich war ich eher erstaunt, dass sie es so lange miteinander ausgehalten hatten. Daher war ich gar nicht überrascht, dass sie sich trennten, weil alle ihr eigenes Leben führen wollten – nicht zuletzt ich selbst. Auch für mich war das eine Befreiung.“
Sechs Tage nachdem Lennon seinen Abschied verkündet hatte, wurde das Album Abbey Road veröffentlicht, auf dessen berühmtem Cover die Beatles den Zebrastreifen der Londoner Abbey Road überqueren. Abbey Road stieg eine Woche nach der Veröffentlichung in die britischen Charts auf Platz eins ein, wo es 18 Wochen verblieb. Es war das zehnte Nummer-eins-Album der Beatles in Großbritannien. In Deutschland war es das neunte Album der Beatles, das Platz eins der Hitparade erreichte. Für das Album lagen in Großbritannien über 190.000 Vorbestellungen vor. In den USA erreichte Abbey Road ebenfalls den ersten Platz der US-amerikanischen Charts, wo es elf Wochen verblieb, und war somit dort das 13. Nummer-eins-Album. Im Februar 2001 wurde das Album in den USA mit Multi-Platin für zwölf Millionen verkaufte Exemplare ausgezeichnet. Aus dem Album wurde am 6. Oktober 1969 die Single Something / Come Together ausgekoppelt, in den USA wurde es ihr 18. Nummer-eins-Hit, in Deutschland ihr elfter Nummer-eins-Hit. Mit Something hatte George Harrison seine erste Single-A-Seite bei den Beatles.
Das Album wurde ausschließlich in einer Stereoversion veröffentlicht. Eine Monoversion von Abbey Road wurde in Brasilien veröffentlicht, die allerdings nur eine heruntergemischte Stereoversion war und keine eigene separate Monoversion. Weitere – nicht verwendete – Aufnahmeversionen/Abmischungen der Lieder Octopus’s Garden, Maxwell’s Silver Hammer, Come Together, Because und The End befinden sich auf dem Album Anthology 3. Auf der Wiederveröffentlichung des Albums Abbey Road vom September 2019 befindet sich umfangreiches unveröffentlichtes Material.
Abbey Road gilt heute nicht nur als eines der musikalisch ausgereiftesten Beatles-Alben, sondern die US-amerikanische Musikzeitschrift Rolling Stone setzte es überdies in seiner Liste der 500 besten Alben aller Zeiten auf Platz 14.

## Titelgebung und Covergestaltung

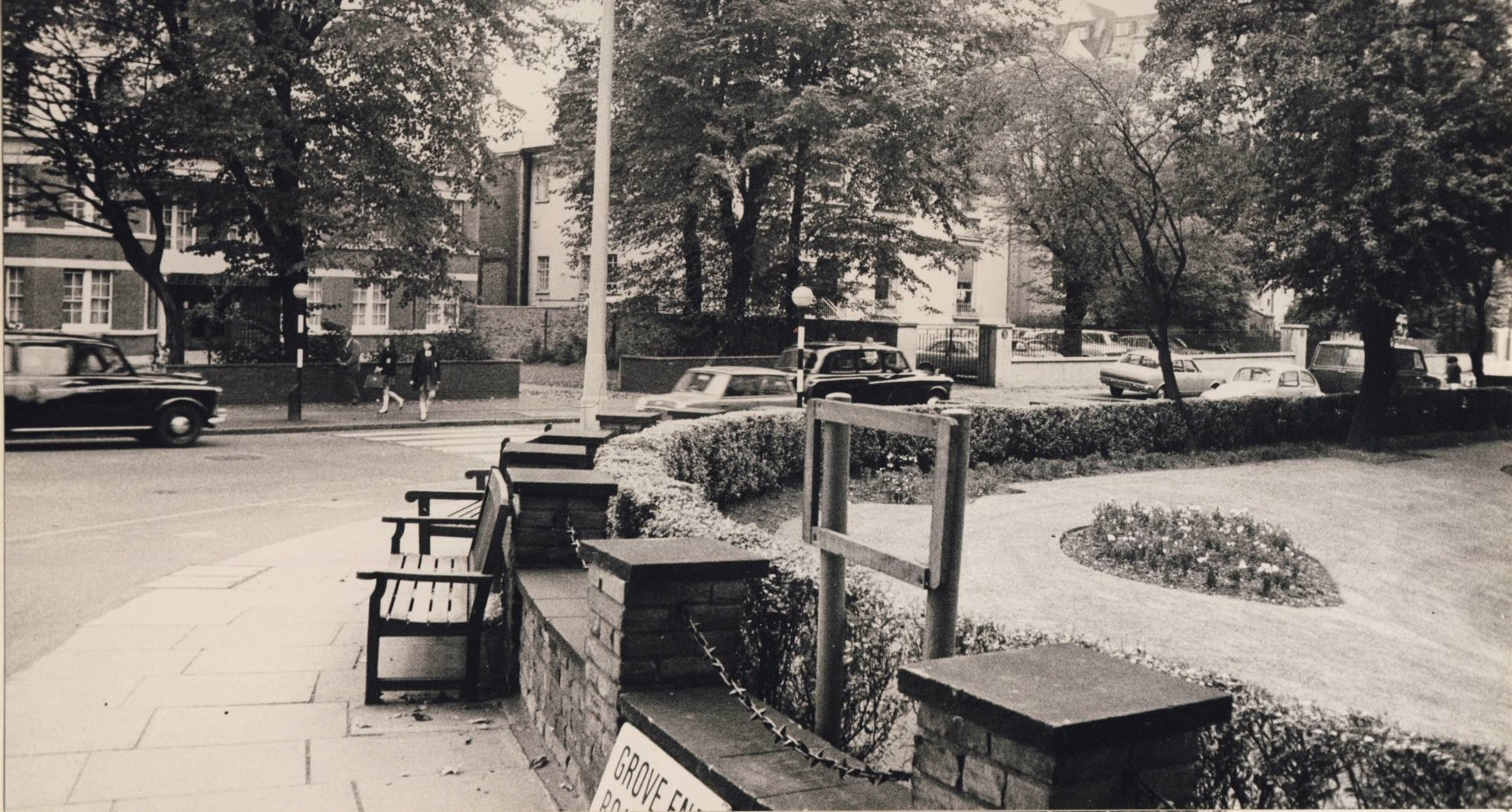
Abbey Road in London am 25. September 1969 – mit weißem VW Käfer

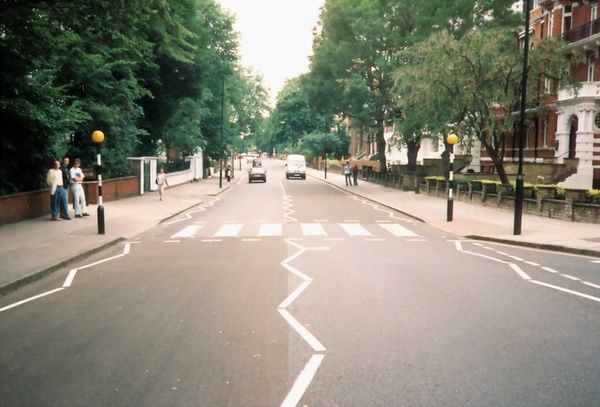
Abbey Road, 1997

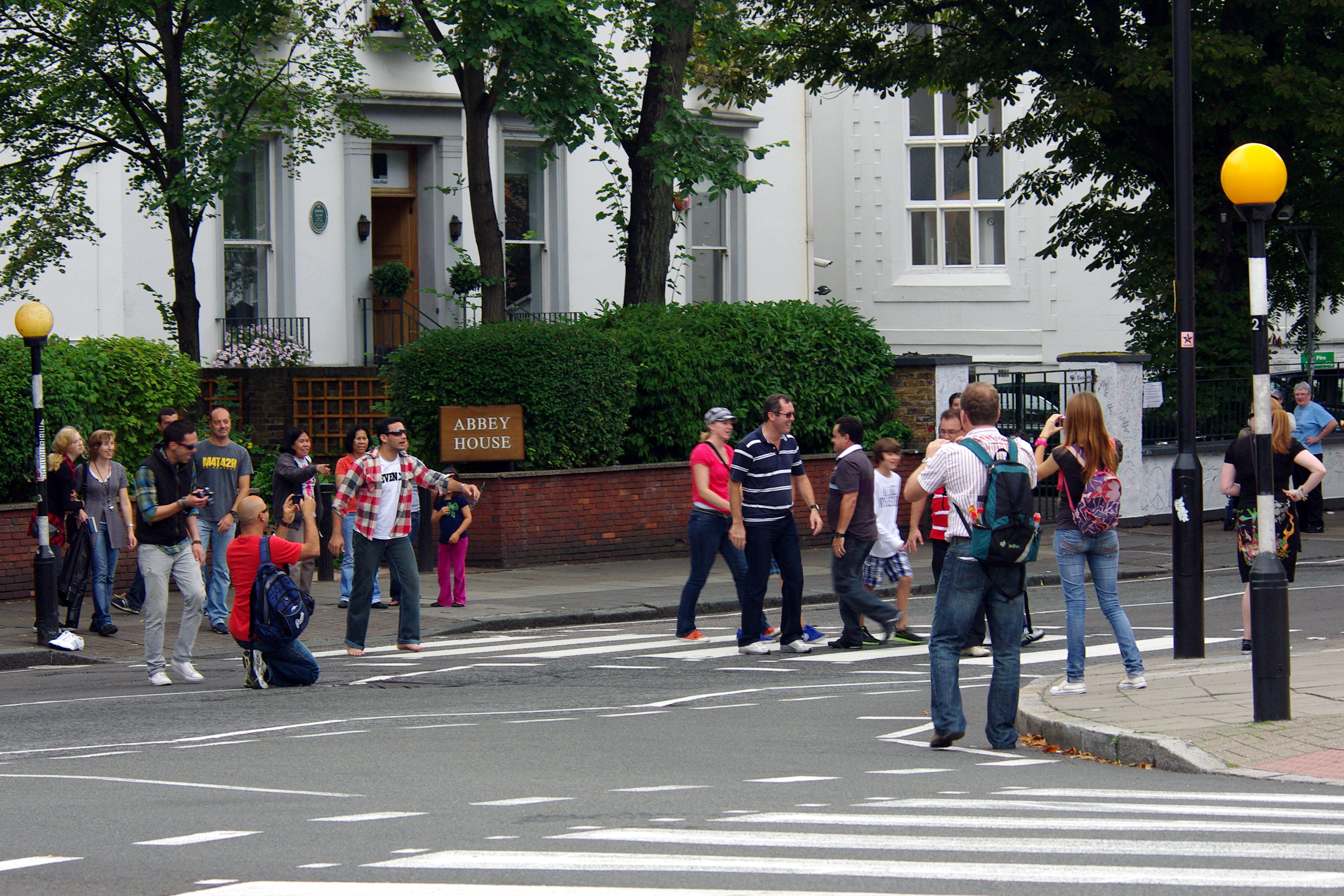
Abbey Road, 2010

In der Anfangsphase der Arbeiten zum Album kam McCartney auf die Idee, das Album Everest zu betiteln – nach der Zigarettenmarke des Toningenieurs Geoff Emerick, auf deren Hülle die Silhouette des Mount Everest abgebildet war. Für das Cover wurde der Vorschlag gemacht, zum Himalaya zu fliegen und die Gruppe dort zu fotografieren. Als sich das Album der Fertigstellung näherte, stellten die Bandmitglieder fest, dass sie dazu keine Lust hatten und es bequemer wäre, einfach vor die Tür zu gehen, dort das Foto zu machen und das Album dann Abbey Road zu nennen.
Das Albumcover zeigt die Beatles, wie sie auf dem Zebrastreifen vor den Abbey Road Studios in London hintereinander gehen, und ist eines der bekanntesten Cover der Beatles. Der Designer des Albumcovers war John Kosh. Es ist die einzige Hülle eines Studioalbums der Beatles, auf der weder Bandname noch Albumtitel zu sehen sind. Die Aufnahme wurde am 8. August 1969 um 10 Uhr morgens von Iain MacMillan aufgenommen (Abbey Road 3 Ecke Grove End Road). John Kosh färbte anschließend den Himmel mit Hilfe einer kleinen Spritzpistole tiefblau ein. Im Hintergrund steht ein weißer VW Käfer am linken Straßenrand, der ebenfalls durch das Albumcover bekannt wurde. Am 8. Mai 1999 ersteigerte Eckberth von Witzleben den Käfer für 34.160 Mark (kaufkraftbereinigt in heutiger Währung: rund 27.900 Euro), um das Fahrzeug im VW-Museum in Wolfsburg auszustellen. Auf der rechten Straßenseite ist im Hintergrund der US-amerikanische Tourist Paul Cole (1910–2008) zu sehen, der zufällig am Straßenrand stand und die Aufnahmen beobachtete. Das Bild wurde von Anhängern der „Paul is dead“-Verschwörungstheorie als angeblicher Beweis angeführt – unter anderem, weil McCartney als Einziger barfuß geht, oder weil er als Einziger den rechten Fuß vorn hat. Auf dem Originalfoto hat Paul McCartney eine Zigarette in der Hand (und das auch noch in der rechten, obwohl er ja Linkshänder ist), die auf späteren Darstellungen des Bildes wegretuschiert wurde.
Paul McCartney sagte zum Cover: „Die Kreuzung lag direkt vor der Tür, und wir hatten eine Idee. ‚Lasst uns einfach rausgehen, einen Fotografen anrufen und über die Kreuzung laufen. In einer halben Stunde haben wir es hinter uns.‘ Wir hingen im Zeitplan ziemlich hinterher, und das Cover muss immer schon vor der Musik fertiggestellt sein. Also schnappten wir uns den Fotografen Ian Macmillan, gaben ihm dreißig Minuten Zeit und liefen auf der Kreuzung hin und her.“
Es gibt zahlreiche Nachahmungen dieses Bildes. Unter anderen hat Paul McCartney für sein 1993 erschienenes Album Paul Is Live eine Nachstellung dieses Bildes verwendet. Auch zahllose Beatles-Fans besuchen diese Kultstätte und fotografieren sich beim Überqueren des Zebrastreifens. Die Red Hot Chili Peppers brachten 1988 eine EP heraus, auf deren Cover sie bei dieser Überquerung fast nackt abgebildet sind (The Abbey Road E. P.).
Auf der Homepage der Abbey Road Studios ist eine Webcam eingerichtet, die rund um die Uhr den Zebrastreifen zeigt. Am 22. Dezember 2010 gab der britische Minister für Tourismus und Denkmalschutz John Penrose bekannt, dass der Zebrastreifen unter Denkmalschutz gestellt wurde.
Der Umstand, dass durch Ausgangsbeschränkungen und Reiseverbote im Rahmen der Corona-Pandemie ausnahmsweise nur wenige Menschen den Übergang frequentierten, wurde ab dem 22. März 2020 genutzt, um den Zebrastreifen neu nachzumalen.

## Titelliste
(Die Längen der Lieder basieren auf der 2009er CD-Version)
| Nr. | Lied                        | Autor            | Leadgesang | Länge |
| --- | --------------------------- | ---------------- | ---------- | ----- |
| 01  | Come Together               | Lennon/McCartney | Lennon     | 4:20  |
| 02  | Something                   | Harrison         | Harrison   | 3:02  |
| 03  | Maxwell’s Silver Hammer     | Lennon/McCartney | McCartney  | 3:28  |
| 04  | Oh! Darling                 | Lennon/McCartney | McCartney  | 3:27  |
| 05  | Octopus’s Garden            | Starkey ∗        | Starr      | 2:51  |
| 06  | I Want You (She’s So Heavy) | Lennon/McCartney | Lennon     | 7:47  |

| Nr. | Lied                                    | Autor            | Leadgesang                            | Länge |
| --- | --------------------------------------- | ---------------- | ------------------------------------- | ----- |
| 07  | Here Comes the Sun                      | Harrison         | Harrison                              | 3:06  |
| 08  | Because                                 | Lennon/McCartney | Lennon, McCartney und Harrison        | 2:46  |
| 09  | You Never Give Me Your Money            | Lennon/McCartney | McCartney                             | 4:03  |
| 10  | Sun King                                | Lennon/McCartney | Lennon                                | 2:26  |
| 11  | Mean Mr. Mustard                        | Lennon/McCartney | Lennon                                | 1:07  |
| 12  | Polythene Pam                           | Lennon/McCartney | Lennon                                | 1:13  |
| 13  | She Came In Through the Bathroom Window | Lennon/McCartney | McCartney                             | 1:59  |
| 14  | Golden Slumbers                         | Lennon/McCartney | McCartney                             | 1:32  |
| 15  | Carry That Weight                       | Lennon/McCartney | McCartney, Lennon, Harrison und Starr | 1:36  |
| 16  | The End                                 | Lennon/McCartney | McCartney                             | 2:05  |
| 17  | Her Majesty                             | Lennon/McCartney | McCartney                             | 0:23  |

 ∗ Richard Starkey ist der Geburtsname von Ringo Starr
Zwischen dem 16. und 17. Titel sind 20 Sekunden Stille. Her Majesty war ursprünglich zwischen Mean Mr. Mustard und Polythene Pam eingefügt. McCartney mochte den Titel dann doch nicht an dieser Stelle und das Lied wurde herausgenommen. Ein Toningenieur schnitt das Lied daraufhin aus dem Medley heraus. Da jedoch die Weisung bestand, niemals Aufnahmen der Beatles zu vernichten, fügte er an das Ende des Bandes ein leeres Band von 23 Sekunden Länge hinzu, an das er wiederum den Bandschnipsel mit Her Majesty hinzufügte. Der Gruppe gefiel dieses versteckte kleine Lied mit einem „kleinen respektlosen Blick auf die Monarchie aus der Perspektive eines jungen Mannes Ende Zwanzig“ an dieser Stelle so gut, dass sie es dort beließ.

## Wiederveröffentlichungen
- Am 20. Oktober 1987 erfolgte die Erstveröffentlichung des Albums Abbey Road als CD. Das Mastering wurde neben George Martin vom Toningenieur der Abbey Road Studios Mike Jarrett überwacht. Der CD liegt ein vierseitiges Begleitheft bei.
- Am 9. September 2009 erschien das Album remastert in einer Stereoabmischung als CD und als Teil des Beatles Stereo Box Sets. Die im Jahr 2009 wiederveröffentlichten CD wurde von Guy Massey und Steve Rooke remastert. Das aufklappbare CD-Pappcover wurde von Drew Lorimer neu gestaltet. Weiterhin ist der CD ein 16-seitiges Begleitheft beigelegt, das neben Fotos von den Beatles Informationen zum Album von Kevin Howlett und Mike Heatley sowie Informationen zu den Aufnahmen von Allan Rouse und Kevin Howlett enthält. Die CD beinhaltet eine Dokumentation im QuickTime-Format, bestehend aus Videoausschnitten sowie modifizierten Bildern zu den Studiosessions; untermalt durch angespielte Musiktitel, Outtakes oder Studiogespräche des Albums.
- Die remasterte Stereo-Vinyl-Langspielplatte wurde im November 2012 mit dem The Beatles Remastered Vinyl Box Set veröffentlicht.
- Die Erstveröffentlichung im Download-Format erfolgte am 16. November 2010 bei iTunes, ab dem 24. Dezember 2015 war das Album auch bei anderen Anbietern und bei Streamingdiensten verfügbar.[26][27]

## 50-jährige Jubiläumsausgabe
Zum 50-jährigen Jubiläum, am 27. September 2019, wurde das Album Abbey Road erneut wiederveröffentlicht. Es erreichte direkt Platz 1 der Charts im Vereinigten Königreich und stellte damit einen Rekord auf: kein Album ist mit größerem zeitlichen Abstand auf Platz 1 zurückgekehrt. Der zuvor von Sgt. Pepper’s Lonely Hearts Club Band gehaltene Rekord von 49 Jahren und 125 Tagen wurde mit 49 Jahren und 252 Tagen knapp übertroffen.
Giles Martin mischte mit dem Toningenieur Sam Okell das Album neu ab. Das Album Abbey Road war für Giles Martin in seiner Jugend am präsentesten, da er und seine Schwester jeweils ein Exemplar besaßen. Martin sagte zu der Arbeit an dem Album:

„Abbey Road klang viel besser, viel moderner als Sergeant Pepper, war am meisten ‚Hi-fi‘ von allen Beatles-Alben. Es war eine harte Nuss, schwere Arbeit – nicht ganz so schwer wie ganz unten in einem Bergwerk, aber schon hart, es richtig hinzukriegen.“

Die Aufnahmen der Sessions wurden von Giles Martin, Sam Okell und Chris Sheldon abgemischt. Das Mastering des Albums erfolgte von Miles Showell, die Aufnahmen der Sessions wurden von Alex Wharton gemastert, die 5.1-Version des Albums von Emily Lazar. Die Audiorestauration erfolgte von Simon Gibson.
Das Boxset beinhaltet die folgenden Lieder als Outtakes/Demos, die nicht für das Album verwendet wurden: Goodbye (Home Demo), The Ballad of John and Yoko (Take 7), Old Brown Shoe (Take 2) und Come and Get It (Studio Demo), das später von der Band Badfinger neu aufgenommen wurde.
Das Album wurde in sechs verschiedenen physischen Formaten veröffentlicht:
Super Deluxe Box (3 CDs / Blu-ray)
Die drei CDs und die Blu-ray Disc sind in einem 104-seitigen Hardcoverbuch (31,5 cm × 31,5 cm) eingelegt, das sich wiederum in einer Pappschuber befindet. Das Buch wurde von Darren Evans gestaltet und enthält Vorworte von Paul McCartney (Foreword) und Giles Martin (Introduction), weiterhin umfangreiche Hintergrundinformationen zum Album und zum Cover, Daten zu den Aufnahmen und zu den einzelnen Liedern, Fotografien der handgeschriebenen Originaltexte, Fotos die während der Aufnahmesessions, sowie weitere Informationen und Beschreibungen von Kevin Howlett, der von Mike Heatley unterstützt wurde.
CD 1: Remix 2019
1. Come Together – 4:20
2. Something – 3:02
3. Maxwell’s Silver Hammer – 3:28
4. Oh! Darling – 3:27
5. Octopus’s Garden – 2:51
6. I Want You (She’s So Heavy) – 7:47
7. Here Comes the Sun – 3:06
8. Because – 2:46
9. You Never Give Me Your Money – 4:03
10. Sun King – 2:26
11. Mean Mr. Mustard – 1:06
12. Polythene Pam – 1:13
13. She Came In Through the Bathroom Window – 1:59
14. Golden Slumbers – 1:31
15. Carry That Weight – 1:36
16. The End – 2:22
17. Her Majesty – 0:25

CD 2: Sessions
1. I Want You (She’s So Heavy) [Trident Recording Session & Reduction Mix] – 7:00
2. Goodbye (Home Demo) – 2:24
3. Something (Studio Demo) – 3:37
4. The Ballad of John and Yoko (Take 7) – 3:38
5. Old Brown Shoe (Take 2) – 3:16
6. Oh! Darling (Take 4) – 3:31
7. Octopus’s Garden (Take 9) – 1:43
8. You Never Give Me Your Money (Take 36) – 5:18
9. Her Majesty (Takes 1–3) – 1:34
10. Golden Slumbers / Carry That Weight (Takes 1-3 / Medley) – 3:21
11. Here Comes the Sun (Take 9) – 3:41
12. Maxwell’s Silver Hammer (Take 12) – 4:44

CD 3: Sessions
1. Come Together (Take 5) – 3:30
2. The End (Take 3) – 2:11
3. Come and Get It (Studio Demo) – 2:43
4. Sun King (Take 20) – 3:14
5. Mean Mr. Mustard (Take 20) – 1:34
6. Polythene Pam (Take 27) – 1:39
7. She Came In Through the Bathroom Window (Take 27) – 2:06
8. Because (Take 1 / Instrumental) – 3:08
9. The Long One (Trial Edit & Mix:‘You Never Give Me Your Money’, ’Sun King’/’Mean Mr Mustard’, ‘Her Majesty’, ‘Polythene Pam’/’She Came In Through The Bathroom Window’, ’Golden Slumbers’/ ’Carry That Weight’, ’The End’) – 16:10
10. Something (Take 39 / Instrumental / Strings Only) – 2:42
11. Golden Slumbers / Carry That Weight (Take 17 / Instrumental / Strings & Brass Only) – 3:17

CD 4: Blu-Ray
- 2019 Dolby ATMOS album mix
- 2019 DTS-HD Master Audio 5.1 album mix
- 2019 Album mix in high resolution PCM stereo

Deluxe LP-Version (3 LPs)
In der Pappbox befindet sich das Album Abbey Road (2019 Mix) sowie zwei weitere Alben (Abbey Road Sessions), die sich zusammen als Doppelalbum in einer Schallplattenhülle befinden. Das Cover des zweiten Albums zeigt die Beatles, wie sie von der rechten Straßenseite den Zebrastreifen überqueren. Das Einzel- und das Doppelalbum wurden auf 180-Gramm-Vinyl gepresst. Der Box ist noch ein Faltblatt im LP-Format beigelegt, das die Vorworte von Paul McCartney und Giles Martin sowie Informationen von Kevin Howlett beinhaltet.
| Seite 1 1. Come Together 2. Something 3. Maxwell’s Silver Hammer 4. Oh! Darling 5. Octopus’s Garden 6. I Want You (She’s So Heavy) | Seite 2 1. Here Comes the Sun 2. Because 3. You Never Give Me Your Money 4. Sun King 5. Mean Mr. Mustard 6. Polythene Pam 7. She Came In Through the Bathroom Window 8. Golden Slumbers 9. Carry That Weight 10. The End 11. Her Majesty |

| Seite 3 1. I Want You (She’s So Heavy) [Trident Recording Session & Reduction Mix] 2. Goodbye (Home Demo) 3. Something (Studio Demo) 4. The Ballad of John and Yoko (Take 7) 5. Old Brown Shoe (Take 2) | Seite 4 1. Oh! Darling (Take 4) 2. Octopus’s Garden (Take 9) 3. You Never Give Me Your Money (Take 36) 4. Her Majesty (Takes 1-3) 5. Golden Slumbers / Carry That Weight (Takes 1-3 / Medley) 6. Here Comes the Sun (Take 9) 7. Maxwell’s Silver Hammer (Take 12) |

| Seite 5 1. Come Together (Take 5) 2. The End (Take 3) 3. Come and Get It (Studio Demo) 4. Sun King (Take 20) 5. Mean Mr. Mustard (Take 20) 6. Polythene Pam (Take 27) 7. She Came In Through the Bathroom Window (Take 27) 8. Because (Take 1 / Instrumental) | Seite 6 1. The Long One (Trial Edit & Mix:‘You Never Give Me Your Money’, ’Sun King’/’Mean Mr Mustard’, ‘Her Majesty’, ‘Polythene Pam’/’She Came In Through The Bathroom Window’, ’Golden Slumbers’/ ’Carry That Weight’, ’The End’) 2. Something (Take 39 / Instrumental / Strings Only) 3. Golden Slumbers / Carry That Weight (Take 17 / Instrumental / Strings & Brass Only) |

Deluxe CD-Version (2 CDs)
Die Deluxe Edition wird von einer Pappbox umfasst, diese beinhaltet ein 40-seitiges Begleitheft mit einem Vorwort von Paul McCartney und einem Vorwort von Giles Martin, Hintergrundinformationen zum Album und zum Cover, Daten zu den Aufnahmen und zu den einzelnen Liedern sowie diversen Bildern. Die beiden CDs sind einem Aufklappcover eingelegt.
CD 1:
- Abbey Road (2019 Mix)

CD 2:
1. Come Together (Take 5) – 3:30
2. Something (Studio Demo) – 3:37
3. Maxwell’s Silver Hammer (Take 12) – 4:44
4. Oh! Darling (Take 4) – 3:31
5. Octopus’s Garden (Take 9) – 1:43
6. I Want You (She’s So Heavy) [Trident Recording Session & Reduction Mix] – 7:00
7. Here Comes the Sun (Take 9) – 3:41
8. Because (Take 1 / Instrumental) – 3:08
9. You Never Give Me Your Money (Take 36) – 5:18
10. Sun King (Take 20) – 3:14
11. Mean Mr. Mustard (Take 20) – 1:34
12. Polythene Pam (Take 27) – 1:39
13. She Came In Through the Bathroom Window (Take 27) – 2:06
14. Golden Slumbers / Carry That Weight (Takes 1–3 / Medley) – 3:21
15. The End (Take 3) – 2:11
16. Her Majesty (Takes 1–3) – 1:36

CD-Version
Die CD Abbey Road (2019 Mix) befindet sich in einem aufklappbaren Pappcover mit einem 20-seitigen Begleitheft.
LP-Version
Das Album in der 2019er Abmischung wurde auf 180-Gramm-Vinyl gepresst.
LP – Picture Disc
Das Album (2019 Mix) als Picture Disc.

## Limitierte Sonderausgaben
Ab den späten 1970er Jahren wurde das Album Abbey Road in mehreren Ländern als Picture Disc oder in farbigen Vinyl gepresst:
- Dezember 1978: Picture Disc (Katalognummer: Capitol SEAX 11900), USA[39]
- Januar 1979: Picture Disc (Katalognummer: EMI 5C P062-04243), Niederlande,[40] nicht mit der USA-Version identisch
- Februar 1979: Picture Disc (Katalognummer: Odeon EAS-90072), Japan[41]
- Mai 1979: Grünes Vinyl (Katalognummer: Parlophone PCS 7088), Großbritannien[42]
- 1979: Grünes Vinyl (Katalognummer: EMI DC 8 C 066 04 243), Frankreich[43]

## Aufnahmedaten
Die Aufnahmen für das Album fanden zwischen dem 22. Februar und 19. August 1969 überwiegend in den Abbey Road Studios (Studio 1, 2 und 3) sowie teilweise in den Olympic Sound Studios und Trident Studios unter der Produktionsleitung von George Martin statt. Toningenieure der Aufnahmen waren im Wesentlichen Geoff Emerick, Phil McDonald, Glyn Johns, Tony Clark, Ken Scott und Jeff Jarrat. Die Toningenieurassistenten waren John Kurlander, Richard Langham, Richard Lush, Nick Webb, Steve Vaughan, Barry Sheffield, Chris Blair und Alan Parsons. Neben George Martin wirkten bei sechs Liedern Gastmusiker mit. Am 20. August 1969 waren alle vier Beatles mit ihrem Produzenten George Martin letztmals gleichzeitig in einem Aufnahmestudio und mischten das Lied I Want You (She’s So Heavy) ab.
Während der Aufnahmen zum Album Abbey Road agierten die Beatles musikalisch teilweise nicht als einheitliche Musikgruppe, sondern nahmen einige Lieder alleine oder mit einem Teil der Gruppe auf:
- All Things Must Pass: George Harrison nahm das Lied als Demo an seinem Geburtstag auf.
- The Ballad of John and Yoko: John Lennon und Paul McCartney nahmen das Lied zu zweit auf, da George Harrison und Ringo Starr nicht zur Verfügung standen.
- Old Brown Shoe: George Harrison, John Lennon und Paul McCartney. Ringo Starr war nach wie vor mit den Filmaufnahmen zu The Magic Christian beschäftigt.
- Her Majesty: Paul McCartney
- Here Comes the Sun: George Harrison, Paul McCartney und Ringo Starr
- Maxwell’s Silver Hammer, Golden Slumbers / Carry That Weight: Paul McCartney, George Harrison und Ringo Starr
- Come and Get It und Goodbye: Paul McCartney nahm die Demos alleine auf.
- Because: John Lennon, Paul McCartney und George Harrison

| Nr. | Lied                                                             | Aufnahmedatum                                                          | Produzent / Toningenieur                                                                | Studio                                           | Besetzung / Gastmusiker | Tonträger (Erstveröffentlichung)                                                          |
| --- | ---------------------------------------------------------------- | ---------------------------------------------------------------------- | --------------------------------------------------------------------------------------- | ------------------------------------------------ | --- | ----------------------------------------------------------------------------------------- |
| 01  | I Want You (She’s So Heavy)                                      | 22. Feb. 1969, 18., 20. Apr. 1969, 08. + 11. Aug. 1969                 | Chris Thomas, George Martin, Barry Sheffield, Jeff Jarrat, Geoff Emerick, Phil McDonald | Trident Studios, Abbey Road Studio 2 und 3       | - John Lennon: Leadgitarre, Moog-Synthesizer, Gesang, Hintergrundgesang - Paul McCartney: Bass, Hintergrundgesang - George Harrison: Leadgitarre, Hintergrundgesang - Ringo Starr: Schlagzeug, Conga - Billy Preston: Hammondorgel                                                                                         | Abbey Road                                                                                |
| 02  | All Things Must Pass, Old Brown Shoe (Demo) und Something (Demo) | 25. Feb. 1969                                                          | George Harrison, Ken Scott                                                              | Abbey Road Studio (Studionummer unbekannt)       | - George Harrison: Leadgitarre, Gesang | Anthology 3                                                                               |
| 03  | Goodbye                                                          | Feb. 1969                                                              | Paul McCartney                                                                          | Home Studio (Cavendish Avenue)                   | - Paul McCartney: Leadgitarre, Gesang | Abbey Road (Super-Deluxe-Edition-2019)                                                    |
| 04  | The Ballad of John and Yoko                                      | 14. Apr. 1969                                                          | George Martin, Geoff Emerick                                                            | Abbey Road Studio 3                              | - John Lennon: Leadgitarre, Akustikgitarre, Perkussion, Gesang - Paul McCartney: Bass, Schlagzeug, Klavier, Maracas, Hintergrundgesang | Single-A-Seite und Abbey Road (Super-Deluxe-Edition-2019)                                 |
| 05  | Old Brown Shoe                                                   | 16. + 18. Apr. 1969                                                    | George Martin, Chris Thomas, Jeff Jarratt                                               | Abbey Road Studio 3                              | - John Lennon: Piano, Hintergrundgesang - Paul McCartney: Bass, Schlagzeug, Hintergrundgesang - George Harrison: Leadgitarre, Orgel, Gesang | Single-B-Seite von The Ballad of John and Yoko und Abbey Road (Super-Deluxe-Edition-2019) |
| 06  | Something                                                        | 16. Apr. 1969, 02. + 5. Mai 1969, 11. + 16. Juli 1969, 15. Aug. 1969   | George Martin, Chris Thomas, Glyn Johns, Jeff Jarrat, Geoff Emerick, Phil McDonald      | Olympic Sound Studios, Abbey Road Studio 1 und 2 | - John Lennon: Klavier - Paul McCartney: Bass, Hintergrundgesang - George Harrison: Leadgitarre, Gesang - Ringo Starr: Schlagzeug - Billy Preston: Hammond-Orgel - nicht aufgeführte Musiker: Geige: 12, Bratsche: 4, Cello: 4, Kontrabass: 1                                                                              | Abbey Road                                                                                |
| 07  | Oh! Darling                                                      | 20. + 26. Apr. 1969, 17., 18., 22. + 23. Juli 1969, 8. + 11. Aug. 1969 | George Martin, Chris Thomas, Jeff Jarrat, Phil McDonald                                 | Abbey Road Studio 2 und 3                        | - John Lennon: Leadgitarre, Hintergrundgesang - Paul McCartney: Klavier, Gesang, Hintergrundgesang - George Harrison: Bass, Hintergrundgesang - Ringo Starr: Schlagzeug - Billy Preston: Orgel | Abbey Road                                                                                |
| 08  | Octopus’s Garden                                                 | 26. + 29. Apr. 1969, 17. + 18. Juli 1969                               | George Martin, Chris Thomas, Jeff Jarrat, Phil McDonald                                 | Abbey Road Studio 2 und 3                        | - John Lennon: Rhythmusgitarre - Paul McCartney: Bass, Klavier, Hintergrundgesang - George Harrison: Leadgitarre, Hintergrundgesang - Ringo Starr: Schlagzeug, Perkussion, Effekte, Gesang | Abbey Road                                                                                |
| 09  | You Never Give Me Your Money                                     | 06. Mai 1969, 01., 11., 15., 30. + 31. Juli 1969, 05. Aug. 1969        | George Martin, Glyn Johns, Phil McDonald, Geoff Emerick                                 | Olympic Sound Studios, Abbey Road Studio 2 und 3 | - John Lennon: Rhythmusgitarre, Hintergrundgesang - Paul McCartney: Bass, Klavier, Röhrenglocken, Tape-Loops, Gesang - George Harrison: Leadgitarre, Hintergrundgesang - Ringo Starr: Schlagzeug, Tamburin | Abbey Road                                                                                |
| 10  | Her Majesty                                                      | 02. Juli 1969                                                          | George Martin, Phil McDonald                                                            | Abbey Road Studio 2                              | - Paul McCartney: Akustikgitarre, Gesang | Abbey Road                                                                                |
| 11  | Golden Slumbers / Carry That Weight                              | 02.–4., 30. + 31. Juli 1969, 15. Aug. 1969                             | George Martin, Phil McDonald, Geoff Emerick                                             | Abbey Road Studio 1, 2 und 3                     | - Paul McCartney: Rhythmusgitarre, Klavier, Gesang, Hintergrundgesang - George Harrison: Leadgitarre, Bass - Ringo Starr: Schlagzeug, Hintergrundgesang - nicht aufgeführte Musiker: Geige: 12, Bratsche: 4, Cello: 4, Kontrabass: 1, Waldhorn: 4, Trompete: 3, Posaune: 2                                                 | Abbey Road                                                                                |
| 12  | Here Comes the Sun                                               | 07., 8. + 16. Juli 1969, 06., 11., 15. + 19. Aug. 1969                 | George Martin, Phil McDonald, Geoff Emerick                                             | Abbey Road Studio 2 und 3                        | - Paul McCartney: Bass, Händeklatschen, Hintergrundgesang - George Harrison: Akustikgitarre, Moog-Synthesizer, Händeklatschen, Gesang, Hintergrundgesang - Ringo Starr: Händeklatschen, Schlagzeug - nicht aufgeführte Musiker: Bratsche: 4, Cello: 4, Kontrabass: 1, Flöte: 6, Klarinette: 2                              | Abbey Road                                                                                |
| 13  | Maxwell’s Silver Hammer                                          | 09.–11. Juli 1969, 06. Aug. 1969                                       | George Martin, Phil McDonald, Tony Clark                                                | Abbey Road Studio 2 und 3                        | - Paul McCartney: Leadgitarre, Klavier, Moog-Synthesizer, Gesang, Hintergrundgesang - George Harrison: Bass, Leadgitarre, Hintergrundgesang - Ringo Starr: Schlagzeug, Amboss, Hintergrundgesang | Abbey Road                                                                                |
| 14  | Come Together                                                    | 21.–23., 25., 29. + 30. Juli 1969                                      | George Martin, Phil McDonald, Geoff Emerick                                             | Abbey Road Studio 2 und 3                        | - John Lennon: Leadgitarre, Händeklatschen, Tamburin, Gesang, Hintergrundgesang - Paul McCartney: Bass, elektrisches Klavier, Hintergrundgesang - George Harrison: Leadgitarre und Rhythmusgitarre - Ringo Starr: Schlagzeug, Maracas                                                                                      | Abbey Road                                                                                |
| 15  | The End                                                          | 23. Juli 1969, 05., 7., 8., 15. + 18. Aug. 1969                        | George Martin, Phil McDonald, Geoff Emerick                                             | Abbey Road Studio 1, 2 und 3                     | - John Lennon: Leadgitarre, Rhythmusgitarre - Paul McCartney: Bass, Leadgitarre, Klavier, Gesang, Hintergrundgesang - George Harrison: Leadgitarre, Rhythmusgitarre - Ringo Starr: Schlagzeug, Tamburin - Nicht aufgeführte Musiker: Geige: 12, Bratsche: 4, Cello: 4, Kontrabass: 1, Waldhorn: 4, Trompete: 3, Posaune: 2 | Abbey Road                                                                                |
| 16  | Come and Get It                                                  | 24. Juli 1969                                                          | Paul McCartney, Phil McDonald                                                           | Abbey Road Studio 2                              | - Paul McCartney: Bass, Klavier, Schlagzeug, Maracas, Gesang | Anthology 3                                                                               |
| 17  | Ain’t She Sweet                                                  | 24. Juli 1969                                                          | George Martin, Phil McDonald, Geoff Emerick                                             | Abbey Road Studio 2                              | - John Lennon: Leadgitarre (?), Gesang - Paul McCartney: Bass (?) - George Harrison: Leadgitarre (?) - Ringo Starr: Schlagzeug | Anthology 3                                                                               |
| 18  | Sun King / Mean Mr. Mustard                                      | 24., 25. + 29. Juli 1969                                               | George Martin, Phil McDonald, Geoff Emerick                                             | Abbey Road Studio 2 und 3                        | - John Lennon: Leadgitarre, Klavier, Gesang, Hintergrundgesang - Paul McCartney: Bass, Hintergrundgesang - George Harrison: Leadgitarre - Ringo Starr: Schlagzeug, Tamburin, Maracas - George Martin: Orgel | Abbey Road                                                                                |
| 19  | Polythene Pam / She Came In Through the Bathroom Window          | 25., 28. + 30. Juli 1969                                               | George Martin, Phil McDonald, Geoff Emerick                                             | Abbey Road Studio 2 und 3                        | - John Lennon: Akustikgitarre, Gesang, Hintergrundgesang - Paul McCartney: Bass, Gesang, Hintergrundgesang - George Harrison: Leadgitarre - Ringo Starr: Schlagzeug, Tamburin, Perkussion, Maracas | Abbey Road                                                                                |
| 20  | Because                                                          | 01., 4. + 5. Aug. 1969                                                 | George Martin, Phil McDonald, Geoff Emerick                                             | Abbey Road Studio 2                              | - John Lennon: Leadgitarre, Gesang - Paul McCartney: Bass, Gesang - George Harrison: Moog-Synthesizer, Gesang - George Martin: Elektrisches Cembalo | Abbey Road                                                                                |

## Chartplatzierungen des Albums
| Album                                            | Album                            | Datum der Veröffentlichung | Datum der Veröffentlichung | Datum der Veröffentlichung | Beste Charts-Platzierung | Beste Charts-Platzierung | Beste Charts-Platzierung | Label Katalognr.                                                                                 | Label Katalognr.                                                                                 | Label Katalognr.                                                                                 |
| Typ                                              | Titel                            | GB                         | US                         | DE                         | GB                       | US                       | DE                       | GB                                                                                               | US                                                                                               | DE                                                                                               |
| ------------------------------------------------ | -------------------------------- | -------------------------- | -------------------------- | -------------------------- | ------------------------ | ------------------------ | ------------------------ | ------------------------------------------------------------------------------------------------ | ------------------------------------------------------------------------------------------------ | ------------------------------------------------------------------------------------------------ |
| Studioalbum                                      | Abbey Road                       | 26. Sep. 1969              | 1. Okt. 1969               | 26. Sep. 1969              | 1                        | 1                        | 1                        | Apple PCS 7088                                                                                   | Apple SO 383                                                                                     | Apple 1C 062-04 243                                                                              |
| Studioalbum CD-Erstveröffentlichung              | Abbey Road                       | 20. Okt. 1987              | 20. Okt. 1987              | Okt. 1987                  | 30                       | 69                       | -                        | Parlophone CDP 7 46446 2                                                                         | Capitol CDP 7 46446 2                                                                            | EMI CDP 7 46446 2                                                                                |
| Studioalbum Remasterte CD-Wiederveröffentlichung | Abbey Road                       | 9. Sep. 2009               | 9. Sep. 2009               | 9. Sep. 2009               | 6                        | 3                        | 41                       | Apple/EMI 3824682                                                                                | Apple/Capitol 3824682                                                                            | Apple/EMI 3824682                                                                                |
| Studioalbum                                      | Abbey Road (Anniversary Edition) | 27. Sep. 2019              | 27. Sep. 2019              | 27. Sep. 2019              | 1                        | 3                        | 2                        | Apple/Universal CD: 602508007439 2er CD: 602577915079 CD-Box: 0602577921124 LP-Box: 602508007446 | Apple/Universal CD: 602508007439 2er CD: 602577915079 CD-Box: 0602577921124 LP-Box: 602508007446 | Apple/Universal CD: 602508007439 2er CD: 602577915079 CD-Box: 0602577921124 LP-Box: 602508007446 |

## Single-Auskopplungen
| Single                    | Datum der Veröffentlichung | Datum der Veröffentlichung | Datum der Veröffentlichung | Beste Charts-Platzierung | Beste Charts-Platzierung | Beste Charts-Platzierung | Label Katalognr. | Label Katalognr. | Label Katalognr.   |
| A-Seite / B-Seite         | GB                         | US                         | DE                         | GB                       | US                       | DE                       | GB               | US               | DE                 |
| ------------------------- | -------------------------- | -------------------------- | -------------------------- | ------------------------ | ------------------------ | ------------------------ | ---------------- | ---------------- | ------------------ |
| Something / Come Together | 31. Okt. 1969              | 6. Okt. 1969               | 8. Okt. 1969               | 04                       | 03 / 01                  | 01 S5                    | Apple R5814      | Apple 2654       | Apple 1C 006-04266 |

Im Juni 1970 wurde in Portugal (Katalognummer: ODEON 8E 006-04 423 M) und Japan (Katalognummer: Apple AR 2520) die weitere Single Oh! Darling / Here Comes the Sun aus dem Album ausgekoppelt.

## Auszeichnungen für Musikverkäufe
Abbey Road verkaufte sich laut Quellenangaben weltweit mehr als 31 Millionen Mal, wobei davon 17 Millionen Verkäufe durch Schallplattenauszeichnungen belegbar sind.
| Land/Region                  | Auszeichnungen für Musikverkäufe (Land/Region, Auszeichnung, Verkäufe) | Verkäufe   |
| ---------------------------- | ---------------------------------------------------------------------- | ---------- |
| Argentinien (CAPIF)          | Diamant                                                                | 500.000    |
| Australien (ARIA)            | 3× Platin                                                              | 210.000    |
| Belgien (BRMA)               | Platin                                                                 | 50.000     |
| Dänemark (IFPI)              | 4× Platin                                                              | 80.000     |
| Deutschland (BVMI)           | Platin                                                                 | 500.000    |
| Frankreich (SNEP)            | Gold (Original) · + Gold (Remastered)                                  | 150.000    |
| Italien (FIMI)               | 2× Platin                                                              | 100.000    |
| Kanada (MC)                  | Diamant                                                                | 1.000.000  |
| Neuseeland (RMNZ)            | 5× Platin                                                              | 75.000     |
| Portugal (AFP)               | Gold                                                                   | 3.500      |
| Vereinigte Staaten (RIAA)    | 12× Platin                                                             | 12.000.000 |
| Vereinigtes Königreich (BPI) | 8× Platin                                                              | 2.400.000  |
| Insgesamt                    | 3× Gold · 26× Platin · 3× Diamant ·                                    | 17.068.500 |

Hauptartikel: The Beatles/Auszeichnungen für Musikverkäufe